# Chaetopappa bellioides
Chaetopappa bellioides là một loài thực vật có hoa trong họ Cúc. Loài này được (A.Gray) Shinners mô tả khoa học đầu tiên năm 1946.